# Општина Копачеле
Копачеле (рум. Copăcele) општина је у Румунији у округу Караш-Северин.
Oпштина се налази на надморској висини од 252 m.